# Durella
La Durella è un vitigno autoctono a bacca bianca diffuso in alcune aree collinari dei Monti Lessini, al confine fra le province di Verona e di Vicenza. Le sue uve sono all'origine del vino Monti Lessini Durello DOC, declinato nelle quattro tipologie: Durello, Durello Superiore, Durello passito e Durello spumante.

## Storia
Il vitigno era coltivato in piccola scala già dal 1700, conosciuto con il nome di Durasena fino alla prima metà del '900. In questo periodo nacquero infatti diverse cantine che producevano il vitigno commercializzandolo in Europa e in piccole quantità in America. Nel 2007 la fusione della cantina di Soave con quella di Montecchia di Crosara rilanciò il mercato del Durello in America e nei continenti extraeuropei.

## Caratteristiche varietali
La foglia è trilobata con margine intero. Il grappolo è tozzo, medio o corto, un po' compatto.
L'acino, ovoidale e di medie dimensioni, matura verso la seconda decade di ottobre e rimane di colore bianco. Il gusto è sempre un po' acidulo e questo favorisce la produzione di spumanti.

## Eventi attorno al vitigno e al vino Durello
La festa dei Vini vulcani si tiene in maggio a Roncà con l'esposizione del prodotto da parte delle cantine produttrici, e con la corsa delle botti.
La festa della Sopressa, del Pan Biscotto e del vino Durello e del Monte Veronese DOP si tiene l'ultima domenica di agosto con l'esposizione dei prodotti tipici nella frazione di Brenton del comune di Roncà.